# Billboardlistans förstaplaceringar 2003
Detta är en lista över 2003 års förstaplaceringar på Billboard Hot 100. 

## Listhistorik
| Datum        | Låt                             | Artist                             |
| 4 januari    | Lose Yourself                   | Eminem                             |
| 11 januari   | Lose Yourself                   | Eminem                             |
| 18 januari   | Lose Yourself                   | Eminem                             |
| 25 januari   | Lose Yourself                   | Eminem                             |
| 1 februari   | Bump, Bump, Bump                | B2K featuring P. Diddy             |
| 8 februari   | All I Have                      | Jennifer Lopez featuring LL Cool J |
| 15 februari  | All I Have                      | Jennifer Lopez featuring LL Cool J |
| 22 februari  | All I Have                      | Jennifer Lopez featuring LL Cool J |
| 1 mars       | All I Have                      | Jennifer Lopez featuring LL Cool J |
| 8 mars       | In Da Club                      | 50 Cent                            |
| 15 mars      | In Da Club                      | 50 Cent                            |
| 22 mars      | In Da Club                      | 50 Cent                            |
| 29 mars      | In Da Club                      | 50 Cent                            |
| 5 april      | In Da Club                      | 50 Cent                            |
| 12 april     | In Da Club                      | 50 Cent                            |
| 19 april     | In Da Club                      | 50 Cent                            |
| 26 april     | In Da Club                      | 50 Cent                            |
| 3 maj        | In Da Club                      | 50 Cent                            |
| 10 maj       | Get Busy                        | Sean Paul                          |
| 17 maj       | Get Busy                        | Sean Paul                          |
| 24 maj       | Get Busy                        | Sean Paul                          |
| 31 maj       | 21 Questions                    | 50 Cent featuring Nate Dogg        |
| 7 juni       | 21 Questions                    | 50 Cent featuring Nate Dogg        |
| 14 juni      | 21 Questions                    | 50 Cent featuring Nate Dogg        |
| 21 juni      | 21 Questions                    | 50 Cent featuring Nate Dogg        |
| 28 juni      | This Is the Night               | Clay Aiken                         |
| 5 juli       | This Is the Night               | Clay Aiken                         |
| 12 juli      | Crazy in Love                   | Beyoncé featuring Jay-Z            |
| 19 juli      | Crazy in Love                   | Beyoncé featuring Jay-Z            |
| 26 juli      | Crazy in Love                   | Beyoncé featuring Jay-Z            |
| 2 augusti    | Crazy in Love                   | Beyoncé featuring Jay-Z            |
| 9 augusti    | Crazy in Love                   | Beyoncé featuring Jay-Z            |
| 16 augusti   | Crazy in Love                   | Beyoncé featuring Jay-Z            |
| 23 augusti   | Crazy in Love                   | Beyoncé featuring Jay-Z            |
| 30 augusti   | Crazy in Love                   | Beyoncé featuring Jay-Z            |
| 6 september  | Shake Ya Tailfeather            | Nelly, P. Diddy and Murphy Lee     |
| 13 september | Shake Ya Tailfeather            | Nelly, P. Diddy and Murphy Lee     |
| 20 september | Shake Ya Tailfeather            | Nelly, P. Diddy and Murphy Lee     |
| 27 september | Shake Ya Tailfeather            | Nelly, P. Diddy and Murphy Lee     |
| 4 oktober    | Baby Boy                        | Beyoncé featuring Sean Paul        |
| 11 oktober   | Baby Boy                        | Beyoncé featuring Sean Paul        |
| 18 oktober   | Baby Boy                        | Beyoncé featuring Sean Paul        |
| 25 oktober   | Baby Boy                        | Beyoncé featuring Sean Paul        |
| 1 november   | Baby Boy                        | Beyoncé featuring Sean Paul        |
| 8 november   | Baby Boy                        | Beyoncé featuring Sean Paul        |
| 15 november  | Baby Boy                        | Beyoncé featuring Sean Paul        |
| 22 november  | Baby Boy                        | Beyoncé featuring Sean Paul        |
| 29 november  | Baby Boy                        | Beyoncé featuring Sean Paul        |
| 6 december   | Stand Up                        | Ludacris featuring Shawnna         |
| 13 december  | Hey Ya!                         | Outkast                            |
| 20 december  | Hey Ya!                         | Outkast                            |
| 27 december  | Fuck It (I Don't Want You Back) | Eamon                              |